# Andreas Pantazís
Andreas Pantazís (4 de junio de 2000) es un deportista de Grecia que compite en atletismo. Ganó una medalla de bronce en el Campeonato Europeo de Atletismo por Equipos de 2021, en la prueba de triple salto.